# Zeche Vereinigte Welheim
Die Zeche Vereinigte Welheim war ein Steinkohlen-Bergwerk in Bottrop.

## Geschichte
Die Gewerkschaft Mathias Stinnes hatte 1863 an der nordwestlichen Markscheide des Grubenfeldes Mathias Stinnes ein Grubenfeld als Anschlussbergwerk gemutet. Dieses erstreckte sich unter der Welheimer Mark zwischen Bottrop und Gladbeck.
Im Jahre 1910 wurde der Aufschluss dieses Anschlussbergwerks in Angriff genommen. Die Gewerkschaft Vereinigte Welheim wurde gegründet, und man begann mit dem Bau einer Doppelschachtanlage.
1914 wurden beide Schächte mit identischen deutschen Strebengerüsten ausgestattet und gingen in Förderung. Es wurde ferner eine Kokerei angegliedert, die allerdings bereits nach dem Ersten Weltkrieg wegen mangelnder Rentabilität stillgelegt wurde.
In den 1920er Jahren lag die Förderung der Zeche Ver. Welheim zwar mit 900.000 Tonnen jährlich durchaus hoch, allerdings war das Grubenfeld an sich relativ klein bemessen. Ferner bestanden wegen der engen Nachbarschaft zu den Zechen Arenberg Fortsetzung, Graf Moltke 3/4 und Mathias Stinnes 3/4 keinerlei Expansionsmöglichkeiten.

## Stilllegung der Zeche
Daher beschloss die Gewerkschaft Mathias Stinnes den Anschluss der Schächte Ver. Welheim an die Zeche Mathias Stinnes. Im Jahre 1931 wurde die Förderung auf Welheim eingestellt, die Anlage an sich aber für Seilfahrt und Bewetterung der Schachtanlage Mathias Stinnes 3/4 weiter betrieben.

## Hydrierwerk
1936/1937 wurde auf dem Zechengelände ein Hydrierwerk zur Erzeugung von synthetischem Benzin zur Versorgung der Luftwaffe und der Wehrmacht eingerichtet.

## Heutiger Zustand
Das nahe der Bundesstraße 224 gelegene Areal der Zeche ist komplett durch ein Gewerbegebiet überbaut worden. Kein Gebäude ist mehr direkt der ursprünglichen bergbaulichen Nutzung zuzuordnen.